# Phoxichilidium ponderosum
Phoxichilidium ponderosum är en havsspindelart som beskrevs av Stock, J.H. 1994. Phoxichilidium ponderosum ingår i släktet Phoxichilidium och familjen Phoxichilidiidae. Inga underarter finns listade i Catalogue of Life.